# 아리아

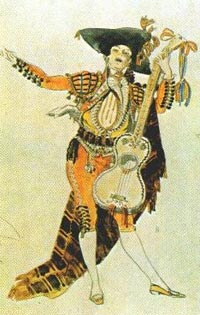

아리아(이탈리아어: Aria)는 서정적인 선율을 말한다. 오페라·오라토리오·칸타타 등에 나오는 기악반주의 선율적인 독창곡으로, 특별하게 정해진 형식은 없으며, 곡상도 서정적인 것으로부터 극적인 것까지 여러 가지다. 특히 높은 소프라노의 화려한 기교를 발휘하는 것을 콜로라투라 아리아(이탈리아어: Coloratura Aria)라고 한다. "아리아"란 이탈리아어로 공기이며 영어의 경우에는 "에어 air"를 사용한다.